# 二氟甲基鳥氨酸
二氟甲基鳥氨酸（英語：Eflornithine，也可譯為鹽酸依氟鳥氨酸），是一種用於治療非洲人類錐蟲病（又稱昏睡病，商品名為Ornidyl）、女性面部毛髮過度生長（商品名為Vaniqa）及神經母細胞瘤（商品名為Iwilfin）的藥物。針對昏睡病，二氟甲基鳥氨酸用於治療由布鲁氏錐蟲中的gambiense亞種（主要分佈於西非）引起的感染第二期（可與另一種治療錐蟲感染藥物硝呋莫司一起使用）。此藥物經由靜脈注射（對昏睡病及神經母細胞瘤）或局部外用方式給藥（對毛髮過度生長）。二氟甲基鳥氨酸是一種鳥氨酸脫羧酶抑制劑。
作外用乳膏使用時，常見的副作用有皮疹、發紅和灼熱感。注射劑的副作用有骨髓抑制、嘔吐和癲癇發作。目前尚不清楚個體於懷孕期間使用對於胎兒，或是進行母乳哺育時使用對於嬰兒是否安全。通常建議是年齡達12歲以上的個體方得適用。
二氟甲基鳥氨酸開發於1970年代，於1990年獲准作醫療用途。它已被納入世界衛生組織基本藥物標準清單之中。在美國，注射劑型可從美國疾病管制與預防中心（CDC）取得。而在全球錐蟲感染常發生地區則由世界衛生組織（WHO）免費提供。

## 醫療用途

### 昏睡病
針對罹患昏睡病的第一期患者，會透過肌肉注射潘他密汀或蘇拉明（取決於感染寄生蟲亞種）進行治療，在疾病的第二期會透過靜脈注射美拉胂醇和二氟甲基鳥氨酸進行治療。使用二氟甲基鳥氨酸時通常會與硝呋替莫合併使用而將治療時間縮短 - 靜脈輸注二氟甲基鳥氨酸7天，加上口服硝呋替莫10天。
二氟甲基鳥氨酸可與其他藥物（例如美拉胂醇和硝呋莫司）合併使用。於2005年進行過一項單獨使用二氟甲基鳥氨酸或美拉胂醇的安全性比較，發現前者在治療布鲁氏錐蟲gambiense亞種感染第二期方面更有效及更安全。由於布魯氏錐蟲另一亞種rhodesiense（主要分佈於東非）對藥物的敏感度較低，二氟甲基鳥氨酸對其無效。相反的，美拉胂醇可治療rhodesiense亞種的感染。於烏干達進行的另一項隨機對照試驗對前述藥物的各種組合療效進行比較，發現硝呋替莫-二氟甲基鳥氨酸聯合療法是最有效的一線療法。
而在剛果共和國、象牙海岸、剛果民主共和國和烏干達進行的另一項隨機對照試驗，用於確定對於新病例和復發病例，使用7天靜脈注射治療方案是否與標準14天治療方案一樣有效。結果顯示縮短治療方案對於復發病例有效，但對新病例的療效則不如標準治療方案的。
名為硝呋替莫/二氟甲基鳥氨酸（NECT）的複方藥物是治療非洲錐蟲病gambiense亞種感染第二期有效藥物。

#### 錐蟲抗藥性
由於二氟甲基鳥氨酸對宿主有較低的毒性，因此其於1980年代被引入市場後已取代美拉胂醇成為對抗非洲人類錐蟲病 (HAT) 的一線藥物。但早在1980年代中期就出現布魯氏錐蟲對二氟甲基鳥氨酸具有抗藥性的報告。
存在於非洲人類錐蟲基因組中的基因TbAAT6被認為可編碼跨膜轉運蛋白，負責將二氟甲基鳥氨酸運送進入細胞。如果特定突變發生，會導致這種基因缺失，而讓一些錐蟲產生二氟甲基鳥氨酸抗藥性。如果將藥物供有TbAAT6基因缺失患者使用，治療將會無效。因此縱然美拉胂醇具有較高毒性，仍需採用，此與接受美拉胂醇治療患者中有5%死亡率有關聯。

### 女性臉部毛髮過度生長
含二氟甲基鳥氨酸成分的乳膏適用於治療女性臉部多毛症。它是市場上唯一可減緩臉部毛髮生長的局部用藥。在進行商品名Vaniqa藥物的臨床研究中，81%的使用者在治療12個月後有臨床改善。使用8週後即可看到改善。然而在停用後，毛髮會在8週內重新長回治療前的狀態。
使用Vaniqa治療，可顯著減輕罹患臉部多毛症個體的心理負擔。

### 神經母細胞瘤
在美國，二氟甲基鳥氨酸被用來降低罹患高風險神經母細胞瘤個體復發的風險。

## 禁忌症

### 局部外用
對二氟甲基鳥氨酸或任何乳膏賦形劑過敏的人禁用。
來自有限數量的臨床試驗，無臨床證據顯示Vaniqa會對孕婦或所懷胎兒產生不利影響。

### 口服給藥
口服前，應對以下人群評估藥物的風險收益比：
- 腎功能受損者
- 存在既往血液系統異常的人
- 前庭耳蝸神經功能障礙者[25]

目前尚無針對懷孕個體用藥作充分且對照良好的研究。只有當潛在益處大於對胎兒的潛在風險時，才應在懷孕期間使用二氟甲基鳥氨酸。由於不對罹患昏睡病者進行治療，將有極高的死亡率，因此用來治療可能利大於弊，即使有潛在的胎兒風險也應考慮接受。

## 副作用
二氟甲基鳥氨酸不具遺傳毒性，在對乳膏在致癌性的研究（包括一項光致癌性研究）中未觀察到有腫瘤誘導作用，也未檢測到有對胎兒致畸作用。

### 局部外用
對於局部外用形式的Vaniqa品牌藥物。最常被報告的副作用有痤瘡（7-14%）。常見其他副作用 (> 1%) 有皮膚問題，例如毛髮向內生長、脫髮、灼熱感、刺痛感或刺痛感、皮膚乾燥、搔癢、發紅或皮疹。

### 靜脈注射
本藥物的靜脈注射劑型以Ornidyl品牌銷售。透過注射進行全身性使用的副作用大多數是暫時性，且可逆，停藥或降低劑量後即可恢復。血液學異常經常發生（發生頻率為10%至55%）。這些異常與劑量相關，且通常為可逆。血小板減少症被認為是其生成受到藥物影響，而非在周邊組織被破壞。大約有8%的患者出現癲癇發作，可能與疾病狀態而非藥物有關。接受長期治療（治療超過4-8週或使用總劑量>300公克）的患者中有30-70%出現可逆性聽力受損，首先是高頻聽力喪失，其次是中頻和低頻聽力喪失。由於昏睡病的治療期間不長，患者不太可能出現永久性聽力喪失。

## 與其他藥物交互作用

### 局部外用
目前尚未對局部外用形式藥物進行過與別種藥物交互作用的研究。

## 治療昏睡病作用機轉
二氟甲基鳥氨酸是一種"自殺性抑制劑"，會不可逆地與鳥氨酸脫羧酶 (ODC) 結合，阻止天然基質鳥氨酸進入活性位點。達到1. 抑制ODC的活性、2. 降低多胺水平，而誘導錐蟲凋亡。

## 歷史
二氟甲基鳥氨酸最初是由默沙東瑪利安公司於1970年代末期開發，用於癌症治療，但發現其對治療惡性腫瘤無效。然而人們發現它在減少毛髮生長，以及治療非洲錐蟲病（昏睡病，尤其是西非的gambiense亞種錐蟲感染）有良好效果。

### 多毛症
吉列公司與必治妥施貴寶合作開發出含二氟甲基鳥氨酸的乳膏，可抑制毛髮過度生長，於2000年獲得美國食品藥物管理局（FDA）核准上市，商品名稱為Vaniqa。歐盟執行委員會於次年（2001年）給予Vaniqa行銷授權。

### 昏睡病
此藥物於1990年11月28日註冊用於治療非洲錐蟲（gambiense亞種）導致的昏睡病。然而製藥公司安萬特（Aventis，在2004年與賽諾菲合併）於1995年停止生產此藥物，原因是藥物的主要市場在非洲國家，無法獲利。
安萬特與世界衛生組織（WHO）在2001年建立為期五年的合作夥伴關係，並在此段期間捐贈超過320,000劑潘他密汀、超過420,000劑美拉丙醇和超過200,000小瓶二氟甲基鳥氨酸給WHO，由無國界醫生協助分發到昏睡病肆虐的非洲國家。
根據無國界醫生組織，前述情況是"歷經多年的國際壓力"之後，並且恰逢媒體因另一種含二氟甲基鳥氨酸的產品（Vaniqa）推出而引起廣泛關注的時期才能達成，而藥廠卻為營利問題在1995年將能拯救人命的的二氟甲基鳥氨酸停產，到2001年才恢復製造。

## 社會與文化

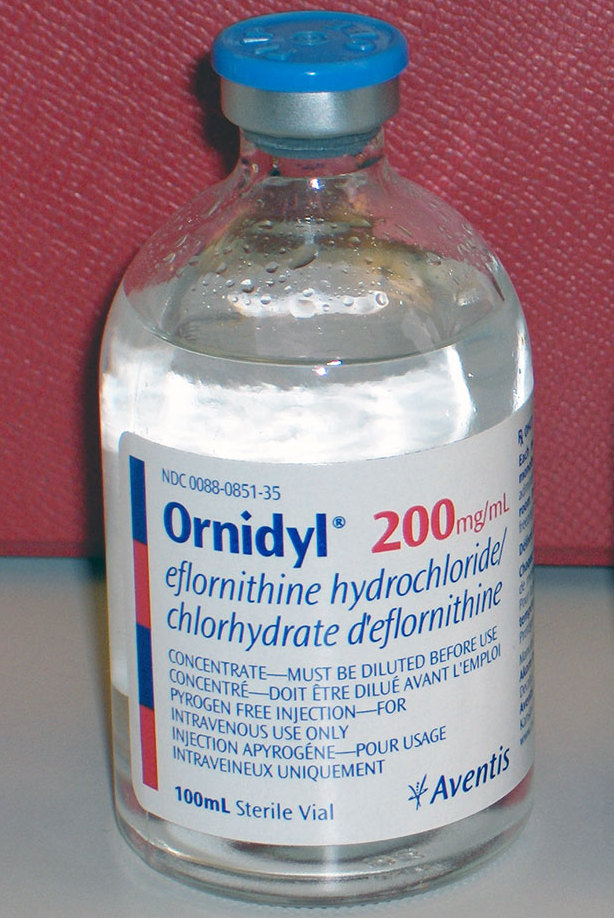
小瓶裝二氟甲基鳥氨酸注射劑（品牌名稱Ornidyl）。

### 市場
Vaniqa獲得美國FDA以及歐盟執行委員會的上市批准，是目前唯一可減緩臉部毛髮生長的局部外用處方藥物。它是一種非機械式和非美容療程，也是面部多毛症女性唯一可用的非荷爾蒙和非系統性處方選擇。 Vaniqa由Almirall藥業在歐洲、SkinMedica藥業在美國、Triton藥業在加拿大、Medison藥業在以色列和Menarini藥業在澳大利亞銷售。
商品名為Ornidyl的產品是二氟甲基鳥氨酸的注射劑，由賽諾菲授權製造，但目前在美國已停產。

## 研究

### 預防性化學療法
醫界注意到鳥氨酸脫羧酶（ODC）在腫瘤細胞中表現出高活性，促進其生長和分裂，而ODC失去活性會導致腐胺消耗，而造成RNA和去DNA合成受損。通常抑制細胞生長的藥物被認為可作為治療癌症的候選藥物，因此二氟甲基鳥氨酸很自然被認為具有抗癌的用途。二氟甲基鳥氨酸能抑制ODC，而可抑制癌細胞和非癌細胞的生長和分裂。
然而一些臨床試驗顯示療效輕微。研究發現二氟甲基鳥氨酸可抑制ODC，但不會殺死增殖中的癌細胞，因此無法成為有效的化療藥物。ODC活性對多胺形成產生抑制，但個體的飲食和其體內的細菌仍可提供補償，因為在乳酪、紅肉和一些腸道細菌中有高濃度的多胺，縱然ODC受到二氟甲基鳥氨酸抑制，人體的多胺儲備仍會增加。雖然多胺在致癌作用中的作用仍不清楚，但多胺合成已被證明更像是一種致病因素，而不是癌症的關聯效應。
其他研究顯示二氟甲基鳥氨酸仍可透過降低結直腸黏膜中的多胺水平來幫助一些化學預防，並且有更多有力的臨床前證據可證明二氟甲基鳥氨酸在治療大腸癌和皮膚癌的應用。這使得二氟甲基鳥氨酸與其他藥物聯合成為專門針對結腸癌的支持化學預防療法。其他幾項研究發現二氟甲基鳥氨酸與其他化合物組合可降低大腦、脊髓、腸道、乳腺和膀胱中N-乙基-N-亞硝基脲、二甲基肼、氧化偶氮甲烷、甲基亞硝基脲和羥丁基亞硝胺等致癌物濃度。

## 外部連結
- 维基共享资源上的相關多媒體資源：二氟甲基鳥氨酸
- Clinical trial number NCT02395666 for "Preventative Trial of Difluoromethylornithine (DFMO) in High Risk Patients With Neuroblastoma That is in Remission" at ClinicalTrials.gov
- Clinical trial number NCT02679144 for "Neuroblastoma Maintenance Therapy Trial (NMTT)" at ClinicalTrials.gov